# 41 Cygni
41 Cygni (41 Cyg / HD 195295 / HR 7834) es una estrella en la constelación del Cisne de magnitud aparente +4,01.
Se encuentra aproximadamente a 766 años luz del sistema solar.
41 Cygni una gigante luminosa o supergigante de tipo espectral F5II cuya temperatura efectiva es de 6570 ± 80 K.
A partir del valor de su diámetro angular obtenido por interferometría —1,40 ± 0,08 milisegundos de arco—, se puede evaluar su radio, siendo este 35 veces más grande que el radio solar.
Gira sobre sí misma con una velocidad de rotación proyectada de 9,5 km/s.
41 Cygni presenta una metalicidad —abundancia relativa de elementos más pesados que el helio— comparable a la del Sol ([Fe/H] = +0,05).
Igualmente su abundancia de litio es semejante a la solar.
Tiene una edad aproximada de 85 millones de años y, a pesar de su elevada masa de 5,3 ± 0,4 masas solares, no es lo suficientemente masiva para finalizar su vida estallando como una supernova.
Está catalogada como una posible estrella variable, pero su variabilidad no ha sido confirmada.